# Trésor de Neuvy-en-Sullias
Le trésor de Neuvy-en-Sullias est l'un des plus remarquables ensembles d'objets en bronze gaulois d'époque gallo-romaine, dont des sculptures d'animaux et deux groupes de statuettes, découvert en 1861 dans une sablière de la commune de Neuvy-en-Sullias dans le département français du Loiret.

## Découverte
| Orléans Neuvy-en-Sullias |

Le 27 mai 1861, les ouvriers d'une carrière de sable de Neuvy-en-Sullias, une petite commune du Loiret située dans la région naturelle du Val de Loire à 30 km au sud-est d'Orléans, découvrent fortuitement un dépôt d'objets en bronze rassemblés dans une cache de 1,40 m² faite de briques, pierres et tuiles, sans maçonnerie.
Les circonstances de la découverte, le manque de surveillance du site, les complications de partage dues au nombre et à la définition des ayants droit expliquent le flou qui entoura l'ampleur exacte de la découverte : des sources locales font état de monnaies d'argent et d'objets de harnachement disparus depuis. Acquis en 1864 par la ville d'Orléans, la plupart des objets sont exposés au musée historique et archéologique de l'Orléanais, d'autres objets auraient été vendus séparément, quelques-uns ont été retrouvés ultérieurement.

## Inventaire
Le trésor est constitué d'une trentaine d'objets en bronze, que l'on peut grouper en trois lots. Le premier est composé de sculptures d'animaux ; les deux autres sont des statues figuratives dont une partie de figurines très stylisées et une autre partie de statuettes de dieux latins. 

Toutes les statues sont en bronze coulé, sauf les sangliers qui eux sont réalisés par martèlement de plaques de métal sur une forme en bois, les détails du décor étant ensuite exécutés "au repoussé". 

- un grand cheval, l'antérieur gauche levé, de belle facture, 1,05 m de hauteur, 54 kg sans le socle[3] ;
- une trompette droite, 1,52 m de long, 854 g ;
- un sanglier grandeur nature en tôle de bronze[Note 1], 1,25 m de long, la reconstitution est incomplète et les pièces restantes suggèrent l'existence d'une seconde statue de sanglier d'à peu près la même taille ;
- quatre plus petites statuettes d'animaux : deux sangliers, un cerf et un bovidé (de 25 à 50 cm de long) ;
- trois figurines mythologiques - Esculape, Hercule et Mars - et un taureau, de facture classique, peut-être importées pour certaines ;
- dix statuettes dites « gauloises » que l'on peut diviser en trois groupes : les nus longilignes ; les nus aux formes pleines ; les personnages habillés.

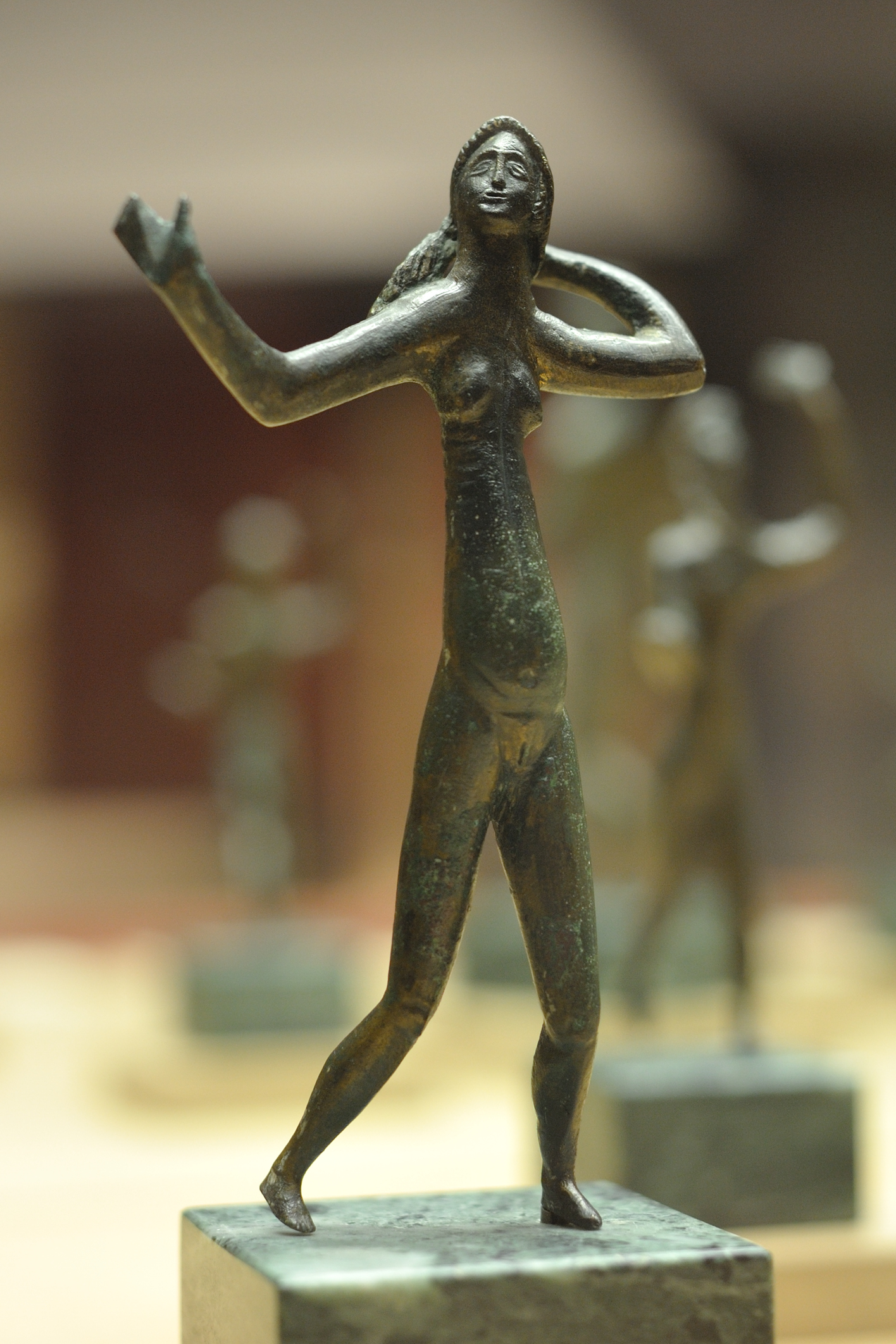
La grande danseuse, série des statuettes gauloises
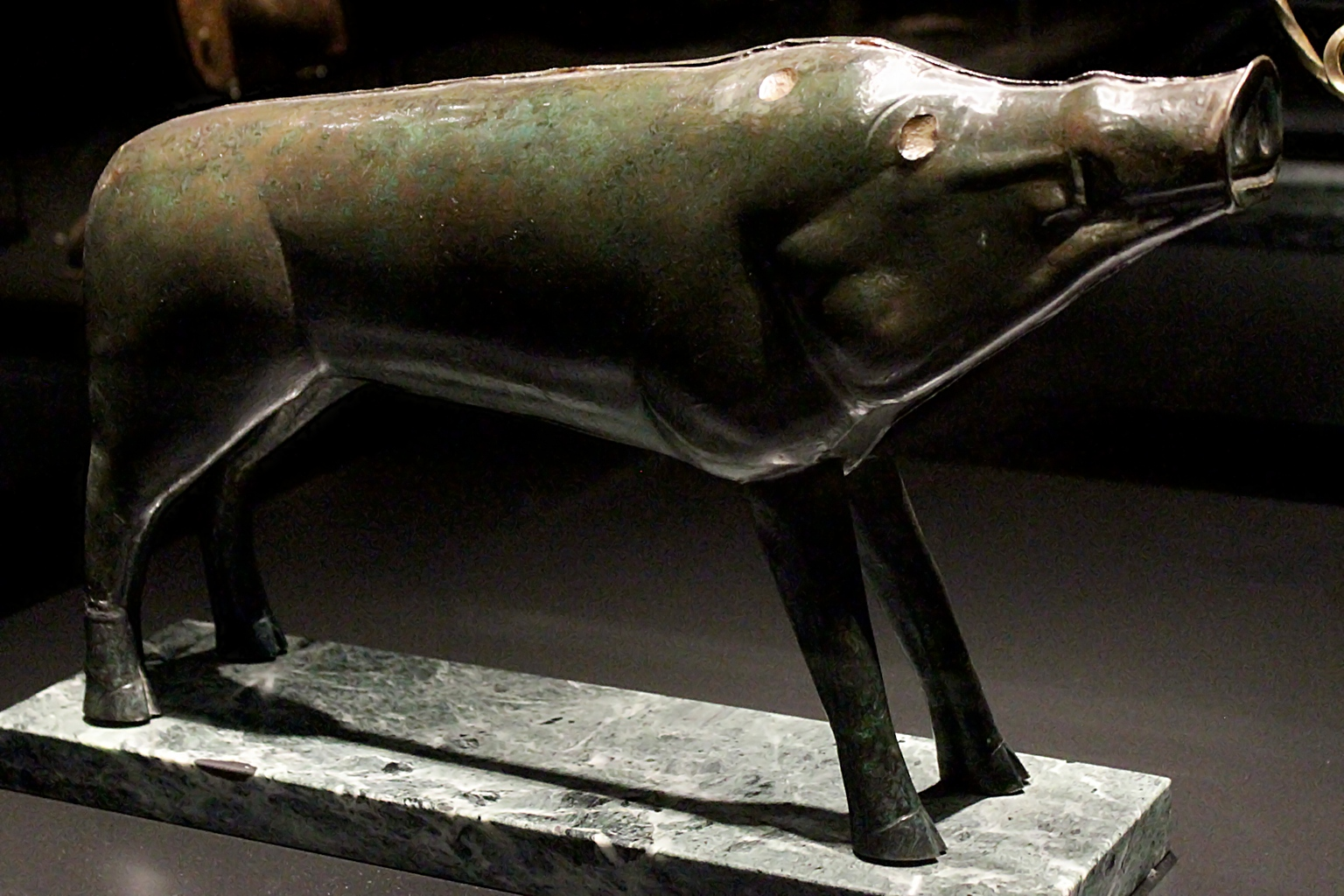
Enseigne gauloise (sanglier) exposée au musée de Bibracte
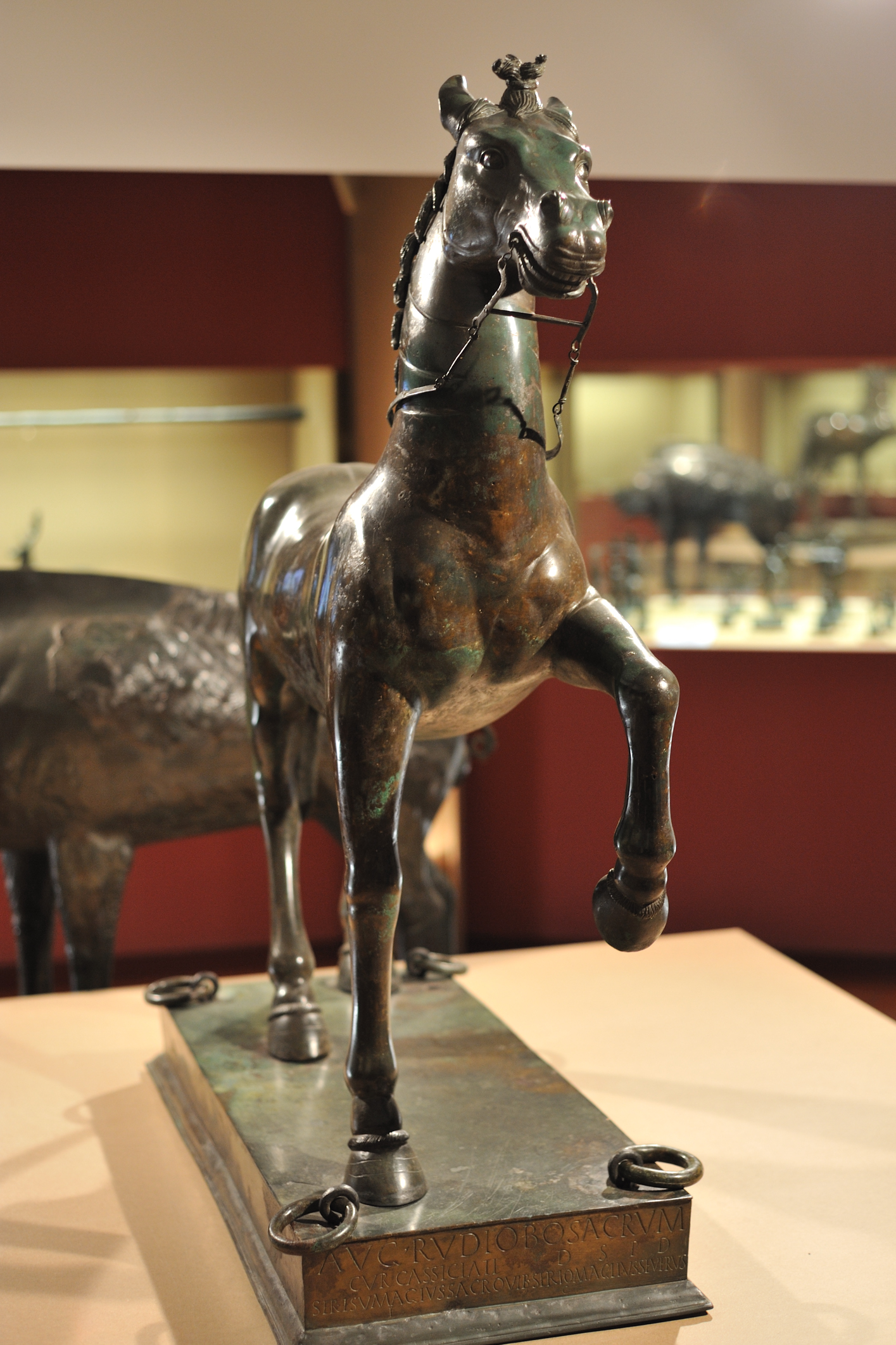
Le grand cheval
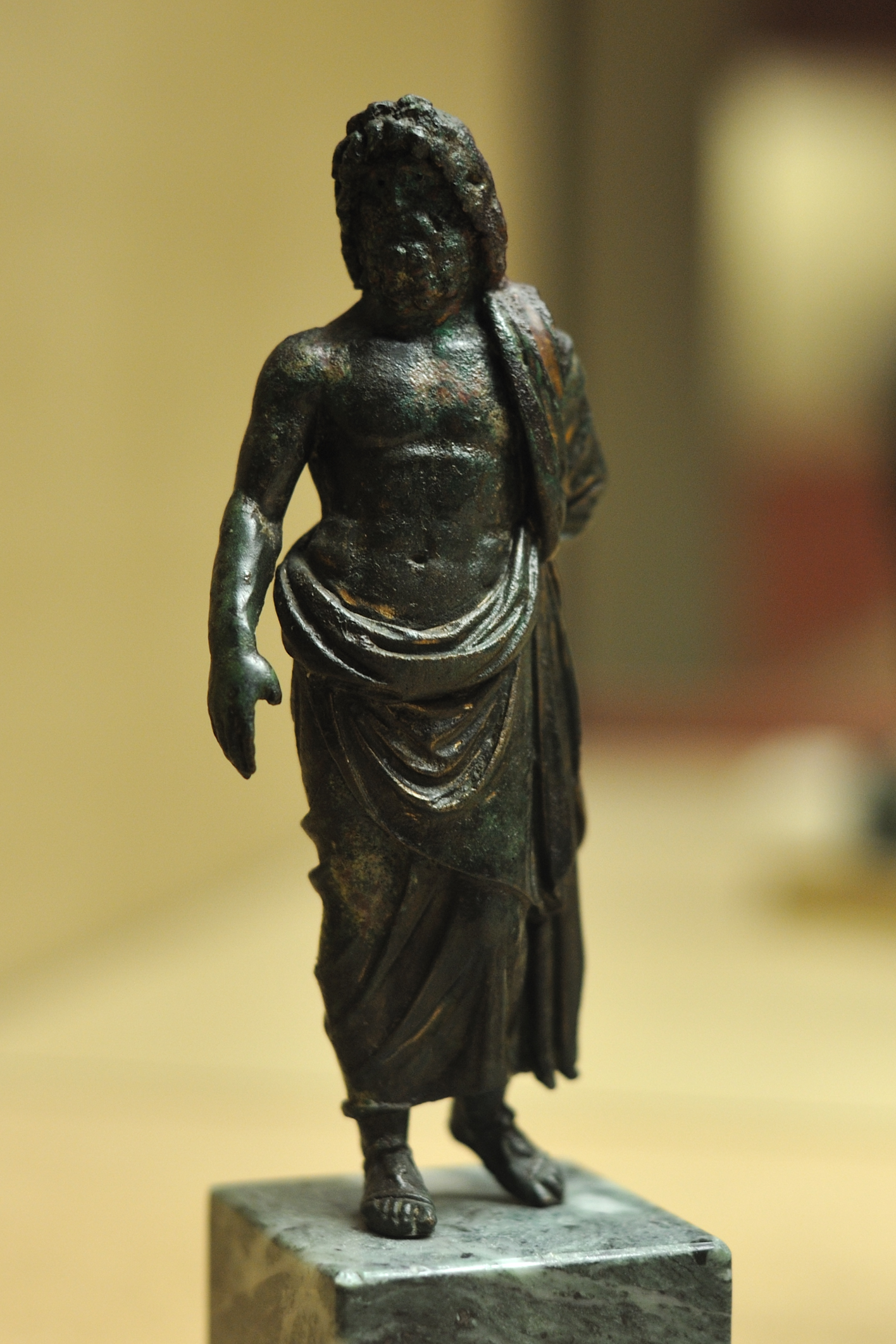
Esculape, série des statuettes mythologiques

La pièce maîtresse de l'ensemble est sans conteste le cheval, d'une facture exceptionnelle. La bride est en bronze filé, le reste est coulé en utilisant le procédé de fonte à la cire perdue. Divers détails indiquent qu'il a été coulé à partir d'un modèle déjà existant, après façonnage d'un modèle en cire, et que sur le modèle en cire (avant coulage) son type de crinière a été changé du modèle initial pour adopter un type de crinière plus romanisé. Ces éléments prouvent l'existence dans l'Antiquité de la circulation de modèles de statues.
Il a été conçu pour être placé en hauteur, peut-être suspendu par les quatre anneaux de son socle : des détails d'anatomie, qui seraient faux à hauteur des yeux, ont un rendu exact en perspective haute (de même pour le cerf). La plaque de dédicace est fixée sur l'avant du socle, ce qui indiquerait qu'il était placé pour être vu de face. Le façonnage de sa tête est d'ailleurs extrêmement recherché, tandis que celui de sa queue est beaucoup plus grossier (c'est le seul élément qui semble avoir manqué d'attention dans la facture).
Ses formes plutôt ramassées, tendant vers le trapu, représentent une forme nouvelle dans l'élevage du cheval ; effectivement, avec l'arrivée des romains les chevaux gaulois gagnent environ 30 cm de taille moyenne et deviennent plus robustes.
Outre ces détails, la statue du cheval porte une plaque sur son socle qui indique le nom du lieu où il se trouvait et le dieu auquel il était dédié. Ce dernier point fait toujours l'objet d'une polémique, décrite plus bas.
La plus célèbre statuette de cet ensemble est toutefois la grande danseuse, haute de 13,5 cm. Elle représente une femme nue, longiligne, dans une pose gracieuse de danseuse qui fait penser par son style moderne à une œuvre de Giacometti ou d'Amedeo Modigliani. Cette statuette est devenue connue avec l'exposition Pérennité de l'art gaulois à Paris en 1955. L'écrivain et politicien français André Malraux, qui l'admire, la choisit pour l'illustration de son recueil d'essais sur l'art Les Voix du silence ; elle est également reproduite et vendue dans la série des moulages du musée du Louvre.

## Études historiques

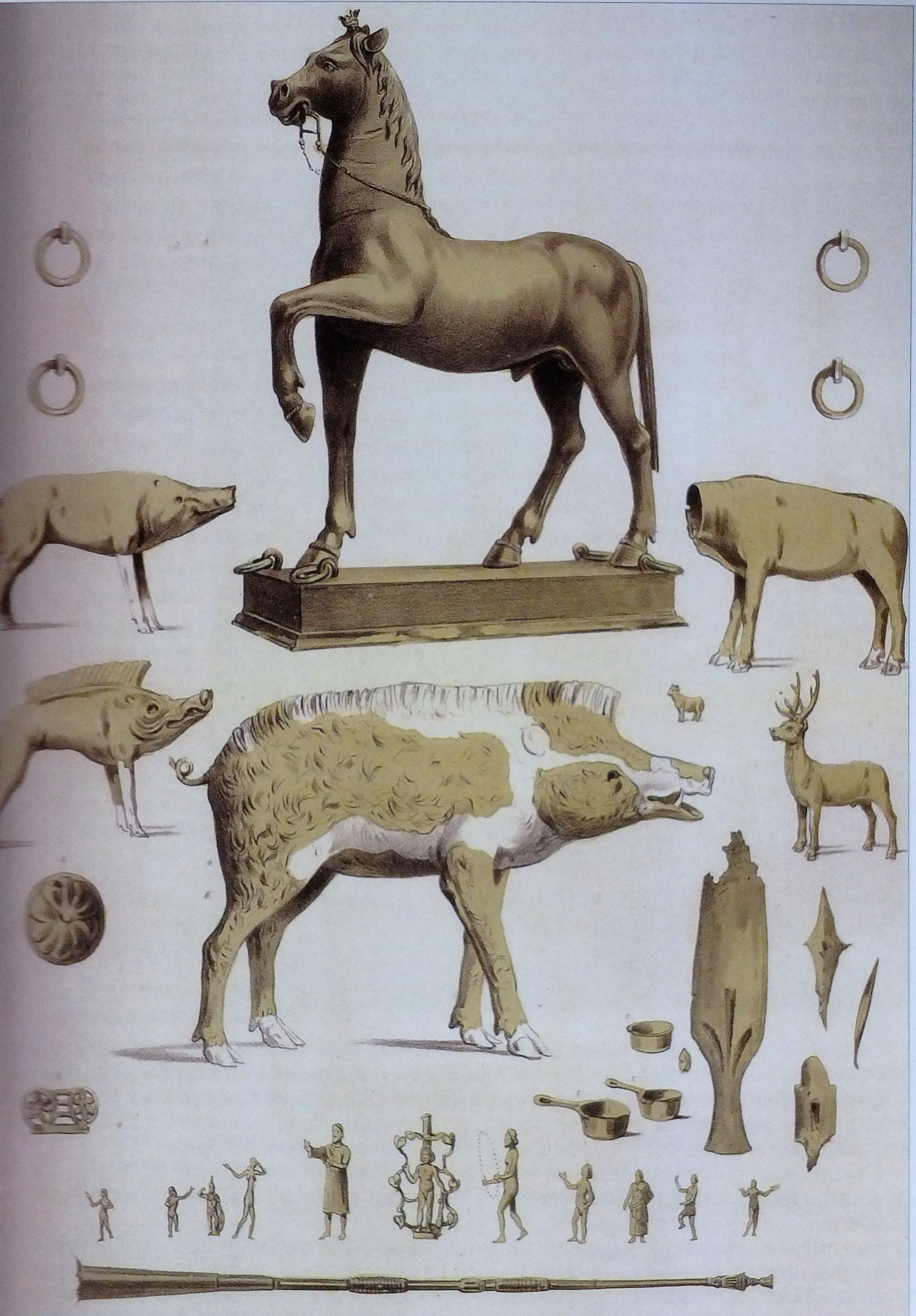
Planche publiée en 1866.

Comme toute découverte fortuite et isolée, des éléments manquent pour déterminer sans approximations l'origine, la fonction et la datation des objets. Plusieurs thèses ont été envisagées : stock d'un bronzier qui aurait mis en lieu sûr le bronze devenu précieux et destiné à la refonte ; butin de voleurs ; trésor d'un temple, menacé par l'insécurité du temps et caché pour échapper au pillage.
La première étude complète de ce dépôt est de Philippe Mantellier en 1864. 

Une nouvelle étude scientifique des objets a été entreprise entre 2003 et 2006, donnant lieu à un colloque tenu à Orléans en juin 2007 et à deux expositions, du 13 mars au 26 août 2007 au musée des beaux-arts d'Orléans et du 15 janvier au 15 juin 2008 à Bavay. Cette recherche a amené des précisions importantes sur des points jusque-là obscurs.

### Datation
Elle a été estimée entre les Ier siècle av. J.-C. et le Ier siècle ap. J.-C., sauf pour les sangliers qui sont antérieurs à l'arrivée des romains en Gaule. L'enfouissement de l'ensemble est situé vers les IIe ou IIIe siècle. Mantellier date plus précisément la statue du cheval à la deuxième moitié du IIe siècle, se basant sur sa facture particulière et la forme des lettres de l'inscription qui l'accompagne.

### Origine du dépôt
Le soin avec lequel a été réalisée la construction de l'abri ayant contenu les objets, exclut l'hypothèse d'un dépôt hâtif et provisoire tel qu'auraient pu en fabriquer des voleurs. Par ailleurs le stock d'un bronzier aurait vraisemblablement inclus des pièces de nature non-cultuelle, ce qui n'est pas le cas ici. Il est donc maintenant admis que ces statues sont un ensemble cultuel d'un ou plusieurs temples gaulois ou fana, incluant peut-être aussi des pièces d'un laraire privé ou autel familial pour les plus petites statues.

### Cause du dépôt
Là aussi les opinions étaient partagées. L'une des causes souvent évoquées auparavant était l'enfouissement pour mettre l'ensemble à l'abri des envahisseurs du IVe siècle. Cependant, la plupart des pièces ici découvertes ont un caractère nettement gaulois ; les sangliers, enseignes de guerre et symboles typiquement gaulois, précèdent l'arrivée des Romains. Or l'époque présumée de l'enfouissement est à un tournant de tendances vers une mentalité plus romanisée. De plus, les enfouissements d'objets cultuels étaient fréquents aux alentours des sanctuaires gaulois. Lors d'un changement du mobilier cultuel, les anciennes offrandes n'étaient pas refondues à cause de leur caractère sacré ; elles étaient enterrées pour faire de la place dans le sanctuaire pour de nouvelles offrandes. Ce serait donc là la raison de ce dépôt.

## Interprétations de la dédicace
La détermination du dieu à qui était dédicacé le temple, est basée sur l'interprétation de l'inscription sur la plaque qui accompagne la statue du cheval de Neuvy. Or cette inscription peut être lue de deux façons, dont chacune indique un dieu différent. On a longtemps pensé que le temple avait été dédié à un certain dieu appelé Rudiobus, un dieu inconnu, mentionné nulle part ailleurs, et que les partisans de cette interprétation ont voulu assimiler à Rudianos qui pourtant est lui référencé ailleurs sous la forme Rudianos et non Rudiobus ou une quelconque autre forme. En fait le sanctuaire pourrait avec plus de raison avoir été dédié à Esus, ici juxtaposé (mais très clairement sans assimilation) à Jupiter,.
L'interprétation de l'inscription jusqu'ici couramment acceptée, avec dédicace à Rudobius, est :
« AVG(usto) RVDIOBO SACRVM / CVR(ia) CASSICIATE D(e) S(ua) P(ecunia) D(edit) / SER(vius) ESVMAGIVS SACROVIB SER(vius) IOMAGLIVS SEVERVS / F(aciendum) C(uraverunt). »

Traduit par :
« À l'auguste Rudiobus / La curie du (Vicus) Cassiciacus a fait cette offrande en la payant de ses deniers / Servius Esumagius Sacrovir, Servius Iomaglius Severus / Ont pris soin de faire exécuter ce travail. »
Mais cette inscription se lit tout aussi bien de la façon suivante :
« AVG(ustis) RVDIOBO SACRVM / CVR(ator) CASSICIATE D(e) S(ua) P(ecunia) D(edit) / SER(viens) ESV MAG(n)VS SACROVIB(is) SER(viens) I(ovi) O(ptimo) MAGI(n)VS SEVERVS / F(aciendum) C(uraverunt) »

Traduit par :
« Aux augustes dieux suprêmes / L'administrateur de l'espace cultuel a fait cette offrande à ses frais / Le Grand Servant d'Esus Sagrovibis et le Grand Servant de Jupiter Très Bienfaisant Severus / Se sont chargés de la réalisation. ».
Selon cette interprétation, qui contrairement à la première tient compte du contexte gaulois, le sanctuaire aurait été dédié à Esus, puissant dieu gaulois, avec l'ajout de Jupiter dieu romain - mais sans assimiler ces deux dieux ensemble, ce qui correspond bien à la mentalité gauloise.

## Philatélie
Le 10 juin 1996, l'administration de la Poste a émis un timbre à 6,70 francs français. au format tableau. Il représente le grand cheval du trésor de Neuvy-en Sullias, gravé par Pierre Albuisson.